# Kaiser Motors

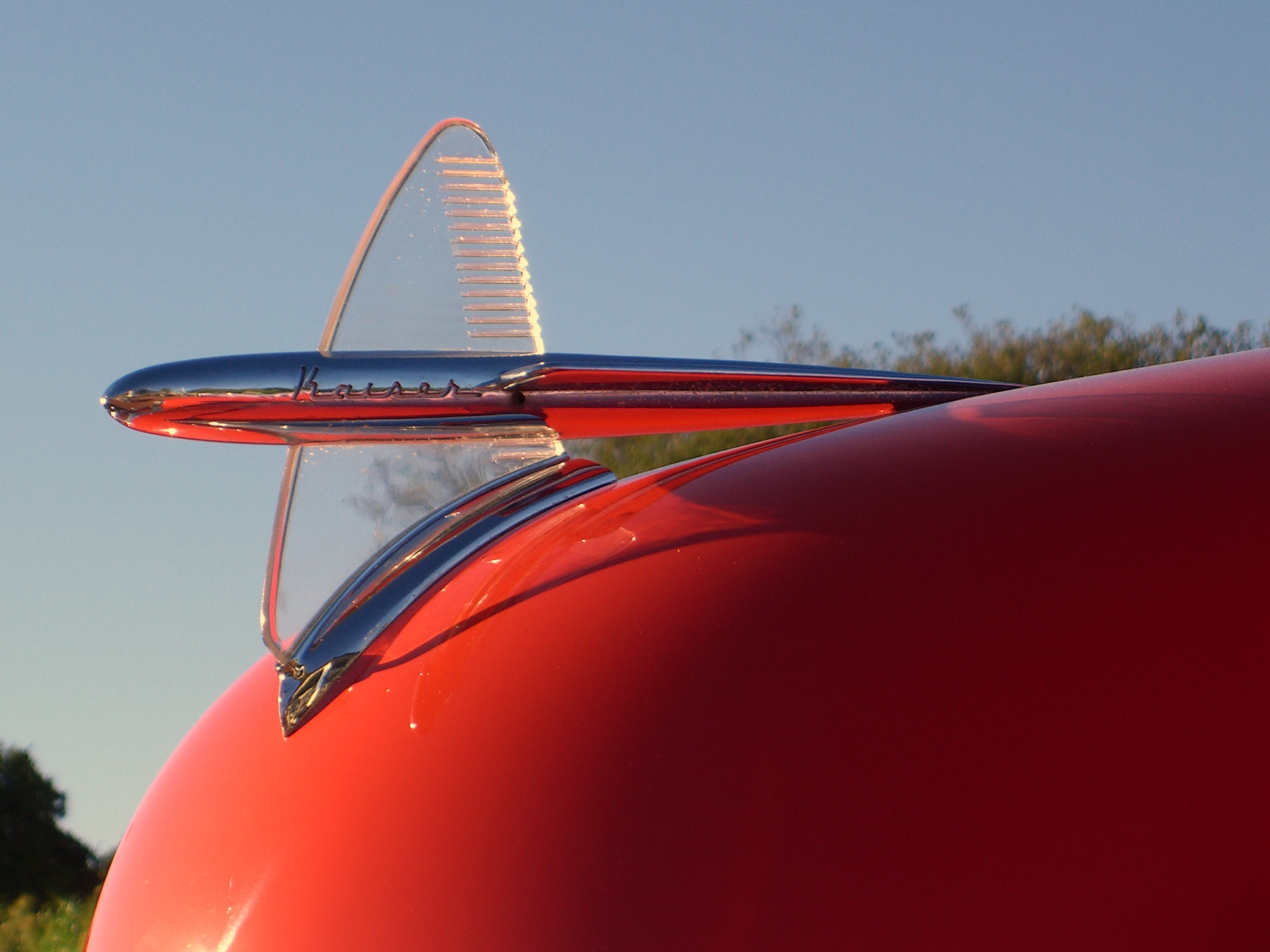
Hauben-Zierelement des Kaiser Virginian 1949

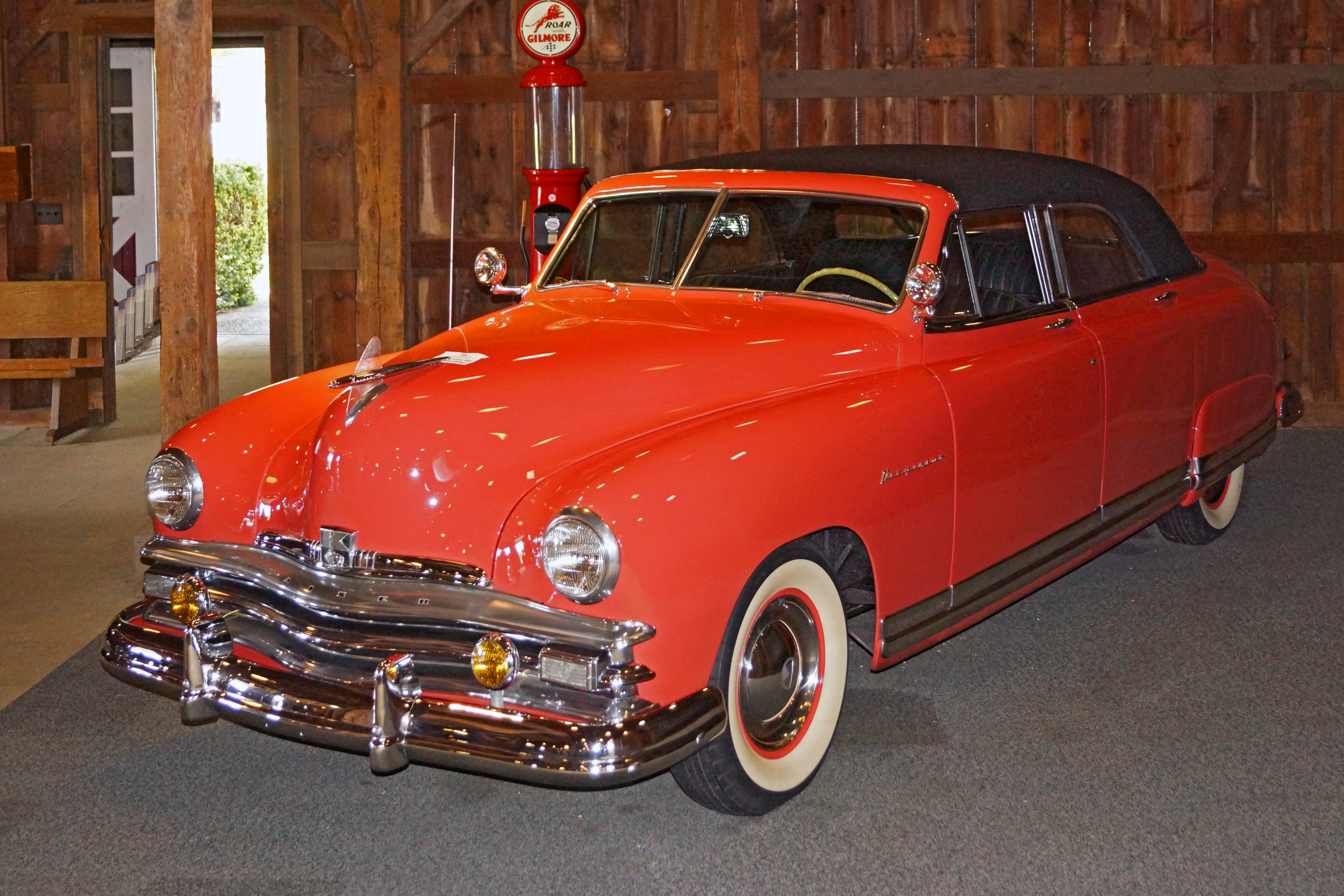
Kaiser Virginian DeLuxe (1949)

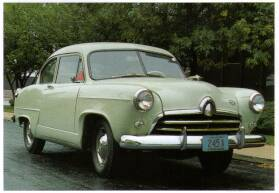
Allstate A-230 (1952)

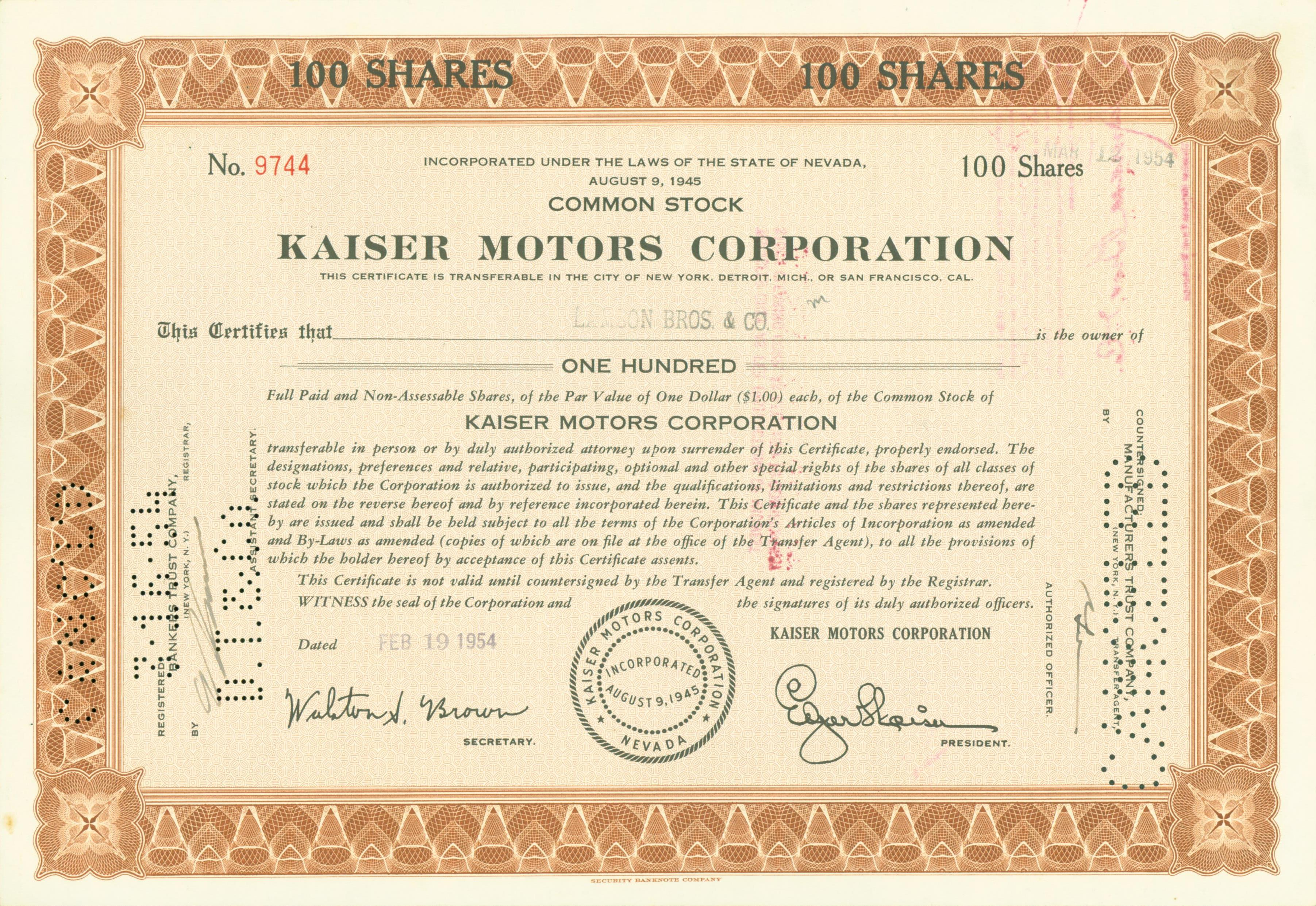
Aktie der Kaiser Motors Corp. vom 19. Februar 1954

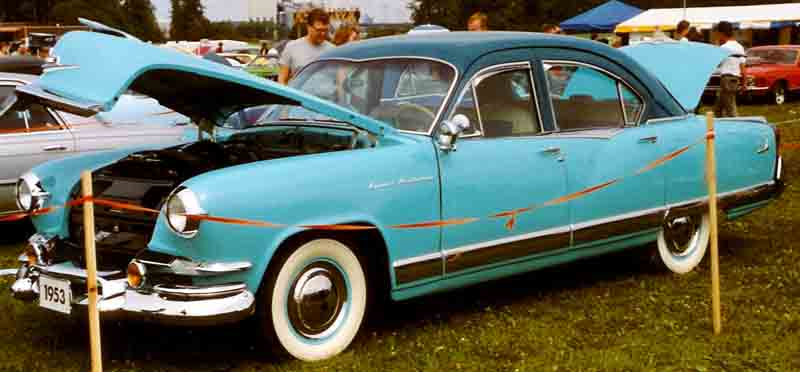
Kaiser Manhattan (1953)

Kaiser Motors war ein US-amerikanischer Automobilhersteller mit Sitz in Willow Run, Michigan, Vereinigte Staaten. Kaiser Motors war ein Teil des Konzerns Kaiser Industries und bestand von 1946 bis 1963. Der Hersteller war von 1946 bis 1951 auch als Kaiser-Frazer sowie von 1963 bis 1970 als Kaiser Jeep Corporation bekannt.

## Geschichte
Am 9. August 1945 gründeten Henry John Kaiser, Hoch- und Tiefbaufachmann und Industrieller, und Joseph W. Frazer, Direktor des Automobilherstellers Graham-Paige in Nevada die Kaiser-Frazer Corporation. Im Folgejahr begann die Automobilproduktion zuerst in einem Werk von Kaiser Industries im Westen der USA. Zunächst entstanden Prototypen eines Automodells mit Frontantrieb. Zu einer Serienfertigung kam es aber nicht. Später wurden alle Aktivitäten nach Willow Run bei Detroit verlegt. 1946 erscheinen die Modelle Kaiser K 100 Special und Kaiser K 101 Custom, flache, große, 4-türige Limousinen mit 6-Zylinder-Reihenmotor und Hinterradantrieb. Frazer vermarktete sein nahezu baugleiches Modell in Kooperation mit seinem Arbeitgeber kurzzeitig als Frazer-Graham-Paige (ca. 6400 Fahrzeuge) und danach unter der Marke Frazer. Die Frazer waren etwas teurer und besser ausgestattet als die Kaiser-Modelle. In den Jahren 1947 und 1948 wurden über 200.000 Fahrzeuge der Marken Kaiser und Frazer hergestellt.
In den Folgejahren entstanden Varianten des Kaiser K 100/K 101 als 5-türige Kombilimousine mit Heckklappe, als 4-türiges Cabriolet und als 2-türige Limousine. 1949 verließ Joseph Frazer die Firma. Seine Fahrzeuge – stets luxuriösere Ausführungen der baugleichen Kaiser-Wagen – wurden noch bis 1951 von Kaiser weitergebaut und dann eingestellt.
1952 legte Kaiser einen Kompaktwagen, eine 2-türige Limousine auf, die er als Henry J (seine Vornamen) und über das Versandhaus Sears-Roebuck als Allstate anbot.
1953 verschlimmerten sich die finanziellen Probleme von Kaiser Industries. Die „Großen Drei“ (GM, Ford und Chrysler) hatten ein Vielfaches der Entwicklungsgelder zur Verfügung und versuchten auch, die unabhängigen Automobilhersteller, wie Kaiser, mit Preisdumping aus dem Markt zu drängen. Um den Kunden ein besonderes Angebot – das die „Großen Drei“ bis dahin nicht bieten konnten – zu machen, kaufte Kaiser den ebenfalls notleidenden Automobilhersteller Willys-Overland in Toledo, Ohio, der neben dem Willys Aero auch den Geländewagen Jeep herstellte. Die neue Dachgesellschaft hieß Kaiser-Willys und enthielt außer Kaiser Motors auch die umbenannte Willys Motor Company.

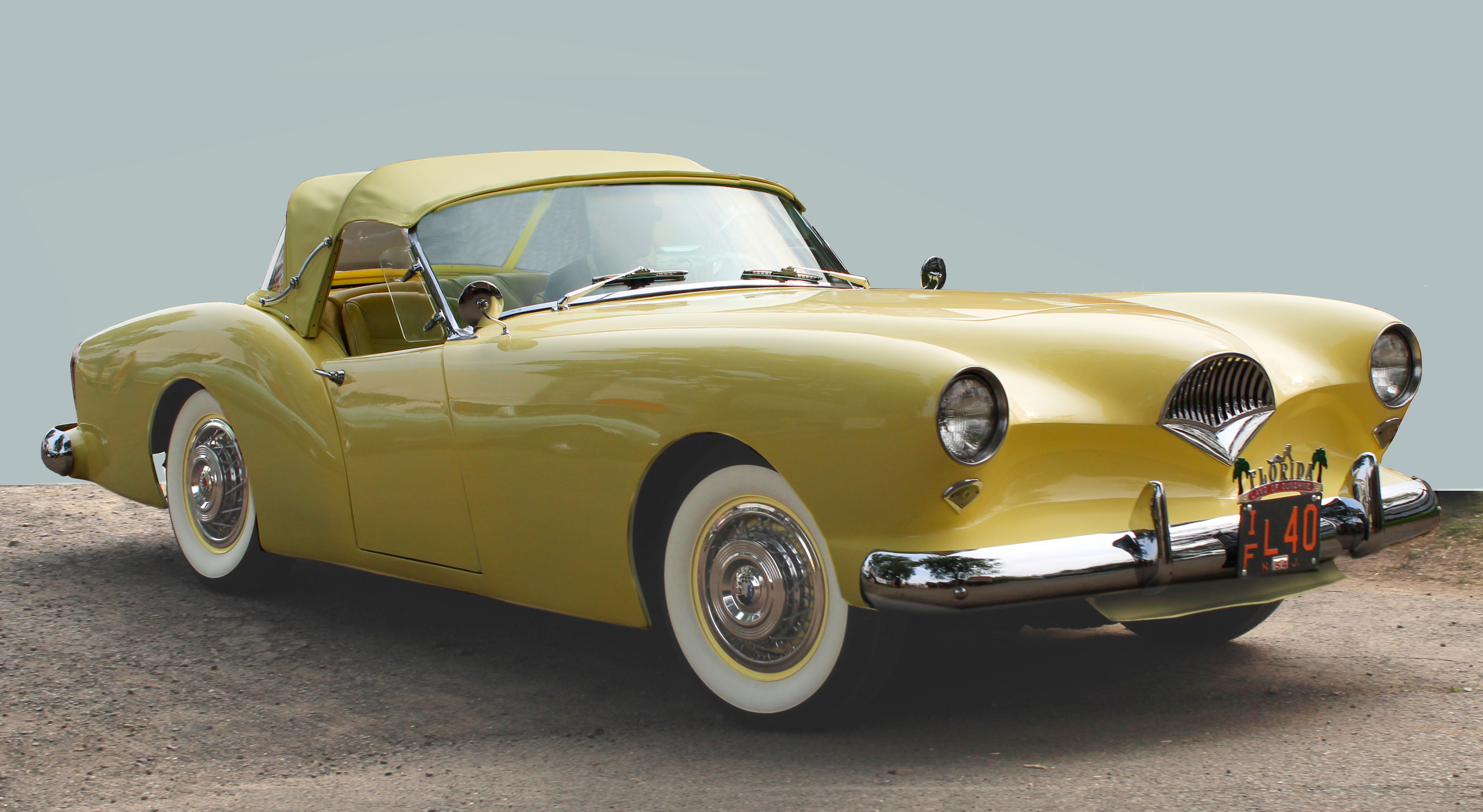
Kaiser Darrin (1954, „yellow satin“)

1954 entstand mit Hilfe des Konstrukteurs Howard „Dutch“ Darrin ein 2-türiges Cabriolet, dessen besonderes Merkmal ein kleiner, fächerförmiger Kühlergrill war. Der Kaiser Darrin war nur ein Jahr im Angebot; 435 Exemplare wurden verkauft. Später war der Wagen dann bei Howard Darrin – auch mit V8-Motor – erhältlich; vom entsprechenden 1958er-Modell wird von 50 Exemplaren berichtet.
1955 beschloss Kaiser-Willys, die Herstellung von Pkw aufzugeben. Die Rechte für die Pkw-Modelle und ca. 1.000 noch 1955 hergestellte Wagen wurden an die neu gegründete Industrias Kaiser Argentina (IKA) in Argentinien verkauft, wo der Kaiser Manhattan bis 1961 als Kaiser Carabela weiterproduziert wurde; es entstanden dort 10.282 Exemplare. Kaiser-Willys konzentrierte sich auf die Herstellung der Jeeps.
1963 wurde die Firma in Toledo in Kaiser Jeep Corporation umbenannt und 1970 von der American Motors Corporation übernommen.

## Modelle

### Kaiser
| Typ                                    | Bauzeitraum | Zylinder / Ventilsteuerung | Hubraum  | Leistung         | Stückzahl  |
| -------------------------------------- | ----------- | -------------------------- | -------- | ---------------- | ---------- |
| Special                                | 1947–1950   | 6 Reihe / sv               | 3706 cm³ | 100 bhp (74 kW)  | 210.325    |
| Custom / DeLuxe                        | 1947–1950   | 6 Reihe / sv               | 3706 cm³ | 112 bhp (82 kW)  | 49.966     |
| Special / DeLuxe                       | 1951        | 6 Reihe / sv               | 3706 cm³ | 115 bhp (85 kW)  | 145.031    |
| Virginian Special / DeLuxe / Manhattan | 1952        | 6 Reihe / sv               | 3706 cm³ | 115 bhp (85 kW)  | 32.131     |
| Manhattan / Dragon / Carolina          | 1953–1955   | 6 Reihe / sv               | 3706 cm³ | 118 bhp (87 kW)  | ca. 33.500 |
| Supercharged Manhattan                 | 1954–1955   | 6 Reihe / sv               | 3706 cm³ | 140 bhp (103 kW) | ca. 4.325  |
| Darrin                                 | 1954        | 6 Reihe / ioe              | 2639 cm³ | 90 bhp (66 kW)   | 435        |

### Frazer
| Typ                  | Bauzeitraum | Zylinder / Ventilsteuerung | Hubraum  | Leistung        | Stückzahl  |
| -------------------- | ----------- | -------------------------- | -------- | --------------- | ---------- |
| Standard / Manhattan | 1947–1948   | 6 Reihe / sv               | 3706 cm³ | 100 bhp (74 kW) | 116.846    |
| Standard / Manhattan | 1949–1950   | 6 Reihe / sv               | 3706 cm³ | 112 bhp (82 kW) | ca. 24.700 |
| Standard / Manhattan | 1951        | 6 Reihe / sv               | 3706 cm³ | 115 bhp (85 kW) | ca. 10.200 |

### Henry J (Allstate bis 1953)
| Typ  | Bauzeitraum | Zylinder / Ventilsteuerung | Hubraum  | Leistung       | Stückzahl             |
| ---- | ----------- | -------------------------- | -------- | -------------- | --------------------- |
| Four | 1951–1954   | 4 Reihe / sv               | 2199 cm³ | 68 bhp (50 kW) | 59.233 + 425 Allstate |
| Six  | 1951–1954   | 6 Reihe / sv               | 2639 cm³ | 80 bhp (59 kW) | 64.797 + 372 Allstate |